# ال‌ا ایتن (پی ۳۱)
ال‌ا ایتن (پی ۳۱) (به انگلیسی: LÉ Eithne (P31)) یک کشتی است که طول آن ۸۴٫۸ متر (۲۷۸ فوت) می‌باشد. این کشتی در سال ۱۹۸۳ ساخته شد.